# راكدة بومانية
راكدة بومانية (الاسم العلمي: Acinetobacter baumannii) هي نوع من البكتيريا يتبع جنس الراكدة من الفصيلة الموراكسيلية. وهي بكتيريا لا هوائية سلبية الغرام على شكل قضيب مستدير تقريبا، ويمكن أن تكون مُمْرِضًا انتهازيًا للبشر، مما يؤثر على الأشخاص الذين يعانون من ضعف المناعة، كما أنها مقاومة للعديد من المضادات الحيوية ولذا فهي من الإصابات البكتيرية القاتلة وخصوصا في إصابات المشافي. وفي حين أن الأنواع الأخرى من جنس الراكدة غالبا ما توجد في عينات التربة (مما يؤدي إلى الاعتقاد الخاطئ بأن الراكدة البومانية هي كائن ترابي أيضا)، إلا أنها يتم عزلها من بيئات المستشفيات، وعلى الرغم من أنه يتم العثور عليها في بعض الأحيان في عينات التربة والماء البيئية إلا أن موطنها الطبيعي لا يزال غير معروف.
وتفتقر البكتيريا الموجودة في هذا النوع من السلالة إلى تركيب يشبه السوط تستخدمها العديد من البكتيريا في الحركة، ولكنها تُظهر اضطرابًا أو حركة متدفقة. وقد يكون ذلك بسبب نشاط النوع الرابع من الأشعار البكتيرية، وهي هياكل شبيهة بالقطب يمكن تمديدها وسحبها. وقد تكون الحركة في الراكدة البومانية أيضا بسبب إفراز عديد السكاريد الخارجي، وخلق غشاء حيوي رقيق لسلاسل السكر ذات الوزن الجزيئي العالي وراء البكتيريا للمضي قدما. وعادة ما يميز علماء الأحياء المجهرية السريرية أعضاء جنس الراكدة من الموراكسيليات الأخرى عن طريق إجراء اختبار الأوكسيداز، حيث أن البكتيريا الراكدة هي الأعضاء الوحيدة في الموراكسيليات، التي تفتقر إلى وجود سيتوكروم سي أكسيداز.
والراكدة البومانية هي جزء من مجمع ACB (الراكدة البومانية، وراكدة خلات الكالسيوم، والأنواع الجينية 13TU للراكدة). ومن الصعب تحديد أعضاء مجموعة ACB، التي تضم أكثر أعضاء ذلك الجنس المتعلقة بالعدوى السريرية. وقد تم تحديد الراكدة البومانية أيضا كممرض من البكتيريا الستة المعروفة بمقاومتها للمضادات الحيوية (ESKAPE)، وهم (المعوية البرازية، والمكورات العنقودية الذهبية، والكلبسيلة الرئوية، والراكدة البومانية، والزائفة الزنجارية، والأمعائية)، والتي تكون مسؤولة عن غالبية عدوى المستشفيات.
وبالعامية، يُشار إلى الراكدة البومانية باسم بكتيريا العراق "Iraqibacter"؛ بسبب ظهورها المفاجئ على ما يبدو في مرافق المعالجة العسكرية خلال حرب العراق، وظلت مشكلة بالنسبة للمحاربين القدماء والجنود الذين خدموا في العراق وأفغانستان. وقد انتشرت مجموعة الراكدة البومانية المقاومة للأدوية المتعددة إلى المستشفيات المدنية جزئيا بسبب نقل الجنود المصابين خلال مرافق طبية متعددة.

## بروتين الغشاء الخارجي أ
يمكن أن يكون الالتصاق من العوامل الحاسمة في تحديد حدة البكتيريا، حيث تسمح القدرة على الارتباط بالخلايا المضيفة للبكتيريا بالتفاعل معها بطرق مختلفة، سواء عن طريق النظام الإفرازي الثالث في البكتيريا أو ببساطة من خلال التمسك بحركة السوائل السائدة. وقد ثبت أن بروتين الغشاء الخارجي (أ) يشارك في التصاق الراكدة البومانية إلى الخلايا الظهارية، مما يسمح للبكتيريا بغزو الخلايا من خلال آلية السوستة، كما وُجِد أن البروتين يتوطن في ميتوكوندريا الخلايا الظهارية، ويسبب نخرها عن طريق تحفيز إنتاج أنواع الأكسجين التفاعلية.

## مقاومة المضادات الحيوية

### جزر المقاومة AbaR
تتكون الجزر المرضية في البكتيريا، وهي هياكل وراثية شائعة نسبيا في مسببات الأمراض البكتيرية، من اثنين أو أكثر من الجينات المتجاورة التي تزيد من حدة الممرض. وقد تحتوي على جينات تشفر السموم أو تخثر الدم أو كما في تلك الحالة، تسمح للبكتيريا بمقاومة المضادات الحيوية. جزر المقاومة من نوع AbaR هي جزر نموذجية لمقاومة مضادات الراكدة البومانية مع اختلافات قد توجد في سلالة معينة. ويتكون كل منها من العمود الفقري للجينات القابلة للنقل التي تكون حوالي 16.3 كيلو بايت، مما يسهل نقل الجينات الأفقي. وتسمح الجينات القافزة بأخذ أجزاء من المواد الجينية من موضع ما في الجينوم ودمجها في موضع آخر، مما يجعل الانتقال الجيني الأفقي لهذه الجزر المسببة للأمراض المشابهة أكثر احتمالاً؛ لأنه عندما يتم أخذ مادة جينية بواسطة بكتيرة جديدة، تسمح الجينات القافزة للجزيرة الإمراضية بالاندماج في جينوم الكائنات الحية الدقيقة الجديدة. وفي هذه الحالة، يُمنَح الكائن الدقيق الجديد القدرة على مقاومة بعض المضادات الحيوية. وتحتوي AbaRs على العديد من الجينات لمقاومة المضادات الحيوية، وكلها محاطة بتتابعات الإدراج. وتوفر هذه الجينات مقاومة ضد الأمينوغليكوزيدات، وأمينوكليكليتول، والتتراسيكلين، والكلورامفينيكول.

### مضخات الإخراج
مضخات الإخراج هي عبارة عن آلات بروتينية تستخدم الطاقة لضخ المضادات الحيوية والجزيئات الصغيرة الأخرى التي تدخل في السيتوبلازم البكتيري والفضاء المحيطي خارج الخلية. ومن خلال ضخ المضادات الحيوية باستمرار خارج الخلية، يمكن للبكتيريا أن تزيد من تركيز المضاد الحيوي اللازم لقتلها أو تثبيط نموها عندما يكون الهدف من المضاد الحيوي العمل داخل البكتيريا. ومن المعروف أن الراكدة البومانية تمتلك مضختين ضخمتين رئيسيتين، مما يقلل من قابليتها لمضادات الميكروبات. وقد تبين أن أول جزيرة وهي AdeB هي المسؤولة عن مقاومة الأمينوغليكوزيد، وثاني جزيرة AdeDE هي المسؤولة عن إخراج مجموعة واسعة من الركائز، بما في ذلك التتراسيكلين والكلورامفينيكول والكاربابينيمات المختلفة.

### الحمض النووي الريبي الصغير
الحمض النووي الريبوزي الميكروبي الصغير هو عبارة عن حمض نووي ريبوزي غير مشفر يقوم بتنظيم العمليات الخلوية المختلفة. وتم التحقق من صحة ثلاثة أنواع منه هي AbsR11 وAbsR25 وAbsR28 في سلالة MTCC 1425 (ATCC15308)، وهي سلالة (مقاومة للأدوية المتعددة) تُظهِر مقاومة لـ12 مضاد حيوي. ويمكن أن يلعب الحمض النووي الريبوزي من نوع AbsR25 دورًا في تنظيم المضخة الإخراجية ومقاومة الأدوية.

### بيتا لاكتاماز
لقد تم إثبات أن الراكدة البومانية تنتج على الأقل إنزيم بيتا لاكتاماز واحد، وهو إنزيم مسؤول عن شق حلقة اللاكتام ذات الأربع ذرات والمميزة للمضادات الحيوية المتعلقة بالبيتا لاكتام. وترتبط مضادات البيتا لاكتام هيكليا بالبنسلين، الذي يمنع تصنيع جدار الخلية البكتيرية. وشق حلقة اللاكتام يجعل هذه المضادات الحيوية غير ضارة للبكتيريا، وتم العثور على بيتا لاكتاماز OXA-23 محاطًا بمتتابعات الإدراج، مما يشير إلى أنه تم اكتسابها عن طريق نقل الجينات الأفقي.

### تشكيل البيوفيلم
قد لوحظت القدرة الظاهرية للراكدة البومانية على البقاء على الأسطح الاصطناعية لفترة طويلة من الزمن، مما يسمح لها بالعيش في بيئة المستشفى. ويعتقد أن ذلك يرجع إلى قدرتها على تشكيل الأغشية الحيوية (البيوفيلم). وبالنسبة للعديد من البكتيريا المكونة للبيوفيلم، يتم توسط العملية بواسطة أسواط. وبالنسبة للراكدة البومانية، يبدو أن هذه العملية تتوسطها شعيرات. وقد تبين أن تعطيل الجينات المفترضة وجينات csuC وcsuE يثبط تشكيل الأغشية الحيوية، كما تبين أن تشكيل الأغشية الحيوية يغير التمثيل الغذائي للكائنات الحية الدقيقة داخل البيوفيلم، وبالتالي تقليل حساسيتهم للمضادات الحيوية. وقد يكون ذلك بسبب وجود عدد أقل من العناصر المغذية داخل الغشاء الحيوي. ويمكن لعملية الأيض البطيئة أن تمنع البكتيريا من تناول مضاد حيوي أو أداء وظيفة حيوية بسرعة كافية لمضادات حيوية معينة ليكون لها تأثير. كما أنها توفر حاجزًا فعليًا ضد الجزيئات الكبيرة وقد تمنع جفاف البكتيريا.

## علامات وأعراض العدوى
الراكدة البومانية هي بكتيريا انتهازية تسبب مجموعة مختلفة الأمراض لكل منها أعراضها الخاصة، وبعض أنواع العدوى المحتملة تشمل:
- التهاب رئوي
- التهابات مجرى الدم
- التهاب السحايا
- التهابات الموقع الجراحي والجرح، بما في ذلك مرض أكل اللحم
- عدوى الجهاز البولي

غالبا لا يمكن تمييز أعراض عدوى الراكدة البومانية عن أنواع العدوى الانتهازية الأخرى التي تسببها بكتيريا انتهازية أخرى، بما في ذلك الكلبسيلة الرئوية والمكورة الرئوية.
ومن أعراض العدوى: الحمى، والقشعريرة، والطفح الجلدي، والارتباك و/أو الحالات العقلية المتغيرة، والألم عند التبول، والحاجة القوية للتبول بشكل متكرر، والحساسية للضوء الساطع، والغثيان (مع أو بدون القيء)، وآلام في العضلات والصدر، ومشاكل في التنفس، وسعال (مع أو بدون مخاط أصفر أو أخضر أو دموي). وفي بعض الحالات، قد لا تظهر أية أعراض أو عدوى كما هو الحال مع استعمار جرح مفتوح أو موقع الرغامي.

## العلاج
أصبح تحديد حساسية الدواء الخاص بالعدوى ضروريا لإنجاح العلاج؛ لأن معظم العدوى أصبحت الآن مقاومة للعديد من الأدوية. ويتم عادة علاج العدوى بالإيميبينيم أو ميروبينم، ولكن لوحظ ارتفاع مطرد في مقاومة الراكدة البومانية للكاربابينيم. وبالتالي، فإن طرق العلاج غالبًا ما تعود إلى البوليميكسين، خاصة الكولستين. ويعتبر الكوليستين الملاذ الأخير؛ لأنه غالبا ما يسبب تلف الكلى وغيرها من الآثار الجانبية الأخرى. وتركز طرق الوقاية في المستشفيات على زيادة غسل اليدين وإجراءات التعقيم الأكثر جدية، وتم علاج الراكدة البومانية مؤخرًا باستخدام العاثيات (الفيروسات المضادة للبكتيريا).

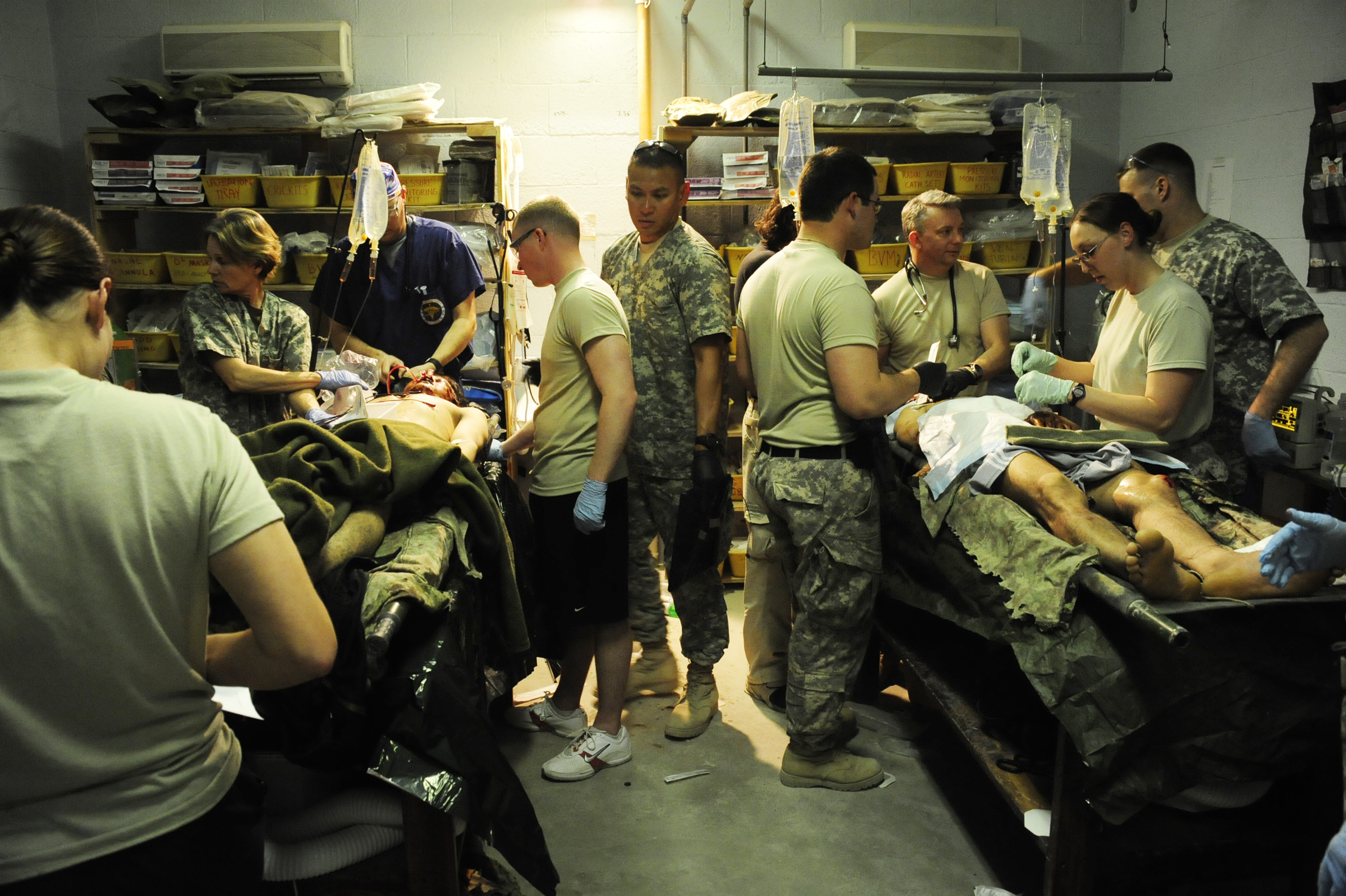
تترك الإصابات الرضية، مثل تلك الناجمة عن الأجهزة المتفجرة مناطق مفتوحة كبيرة ملوثة ومعرضة للإصابة بالراكدة البومانية.

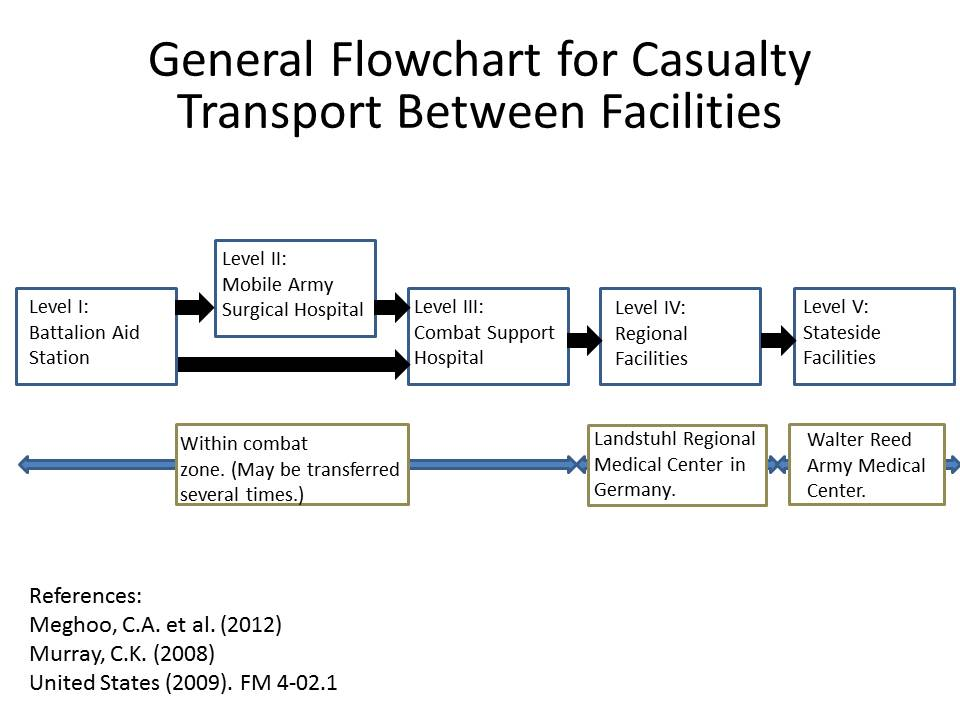
تؤدي خدمات نقل الجنود الجرحى إلى زيارة المرضى للعديد من المرافق، حيث قد يكتسبوا عدوى الراكدة البومانية.

## حدوث العدوى في قدامى المحاربين المصابين في العراق وأفغانستان
يتعرض الجنود في العراق وأفغانستان لخطر الإصابات الناجمة عن إطلاق النار والعبوات الناسفة. وكان يعتقد في السابق أن العدوى تحدث بسبب التلوث بالراكدة البومانية في وقت الإصابة. وقد أظهرت دراسات لاحقة أنه على الرغم من أن الركدة البومانية قد تكون معزولة بشكل غير معتاد عن البيئة الطبيعية، فمن المرجح أن يتم اكتساب العدوى بشكل جزئي، ويرجع ذلك على الأرجح إلى قدرتها على العيش لفترات طويلة على الأسطح الاصطناعية والعديد من المرافق التي يتعرض الجنود المصابين لها خلال عملية إجلاء المصابين، حيث يتم نقل الجنود المصابين أولاً إلى المرافق من المستوى الأول بهدف استقرار حالاتهم. وبناءً على شدة الإصابة، يمكن نقل الجنود إلى مرفق من المستوى الثاني يتألف من فريق جراحي من أجل المزيد من الاستقرار. واعتمادا على الخدمات اللوجيستية للمحلية، قد يُنَقّل الجنود المصابون بين هذه المرافق عدة مرات قبل نقلهم إلى مستشفى رئيسي داخل منطقة القتال (المستوى الثالث). وبشكل عام بعد 1 - 3 أيام عندما يتم استقرار المرضى، يتم نقلهم عن طريق الجو إلى مرفق إقليمي (المستوى الرابع، حيث يتم أخيرا نقل الجنود المصابين إلى المستشفيات في بلدهم الأصلي لإعادة التأهيل والعلاج الإضافي. ويبدو أن ذلك التعرض المتكرر للعديد من البيئات الطبية المختلفة هو السبب في أن عدوى الراكدة البومانية أصبحت شائعة بشكل متزايد، ومقاومتها للعديد من الأدوية هو عامل رئيسي في تعقيد علاج وإعادة تأهيل الجنود المصابين، مما أدى إلى المزيد من الوفيات.

## معدل الحدوث في المستشفيات
يُشار إلى أن عدوى الراكدة البومانية على أنها عدوى انتهازية، وهي منتشرة بشكل كبير في المستشفيات، ولا تُشكل سوى القليل من المخاطر على الأفراد الأصحاء، ومع ذلك، تشمل العوامل التي تزيد من مخاطر الإصابة:
- وجود ضعف في جهاز المناعة
- أمراض الرئة المزمنة
- داء السكري
- الإقامة المطولة في المستشفى
- المرض الذي يتطلب استخدام جهاز التنفس الصناعي في المستشفى
- وجود جرح مفتوح يعالج في المستشفى
- العلاجات التي تتطلب أجهزة توغلية، مثل القسطرة البولية

ويمكن أن تنتشر الراكدة البومانية من خلال التلامس المباشر مع الأسطح والأجسام وبشرة الأشخاص الملوثين.
ولقد تم توثيق استيراد البكتيريا إلى المستشفيات، حيث يتم إدخالها عادة إلى المستشفى من قِبَل مريض مستعمر. وبسبب قدرتها على البقاء على الأسطح الاصطناعية ومقاومة التجفيف، يمكن أن تبقى وربما تصيب مرضى جدد لبعض الوقت. ويُشتبه في أن نموها يُفضَل في المستشفيات بسبب الاستخدام المستمر للمضادات الحيوية من قبل المرضى في المستشفى. ويمكن أن تنتشر عن طريق الاتصال الشخصي مع المريض أو الاتصال بالأسطح الملوثة، كما يمكنها الدخول من خلال الجروح المفتوحة والقسطرة وأنابيب التنفس. وفي دراسة أجريت على وحدات الرعاية المركزة الأوروبية في عام 2009، وجد أن بكتيريا الراكدة البومانية مسؤولة عن 19.1٪ من حالات الالتهاب الرئوي المرتبط بالتنفس الصناعي.
| البلد            | المرجع                      |
| ---------------- | --------------------------- |
| استراليا         | [ 39 ] [ 40 ]               |
| البرازيل         | [ 41 ] [ 42 ] [ 43 ] [ 44 ] |
| الصين            | [ 45 ] [ 46 ] [ 47 ] [ 48 ] |
| ألمانيا          | [ 49 ] [ 49 ] [ 50 ] [ 51 ] |
| الهند            | [ 52 ] [ 53 ] [ 54 ]        |
| جنوب كوريا       | [ 55 ] [ 56 ] [ 57 ] [ 58 ] |
| المملكة المتحدة  | [ 59 ] [ 60 ]               |
| الولايات المتحدة | [ 61 ] [ 62 ] [ 63 ] [ 64 ] |

وأظهرت دراسة إندونيسية عام 2013 أن عدوى حديثي الولادة ببكتيريا الراكدة البومانية ترجع إلى نفس سلالات البكتيريا الموجودة في المستشفى والتي قضوا بها أيامهم الأولى، وتم العثور على هذه السلالات على الأسطح الصلبة وكذلك على أيدي العاملين في المجال الطبي.

## وصلات خارجية
- مجلة اسال طبيبك.